# Monilaria obconica
Monilaria obconica är en isörtsväxtart som beskrevs av H.D. Ihlenfeldt och S. Jorgensen. Monilaria obconica ingår i släktet Monilaria och familjen isörtsväxter. Inga underarter finns listade i Catalogue of Life.